# Lucas Brunnenkant
Lucas Brunnenkant (* 15. Juli 2000) ist ein deutscher Basketballspieler.

## Laufbahn
Brunnenkant spielte in der Jugend des USC Heidelberg und legte zwischenzeitlich ein Auslandsjahr ein, als er in der Saison 2016/17 an der Schule Ashbury College in Ottawa in Kanada weilte und für deren Mannschaft auflief. Nach seiner Rückkehr spielte er wieder in der Heidelberger Jugend sowie in der zweiten Herrenmannschaft in der 2. Regionalliga. Zur Saison 2018/19 wurde Brunnenkant ins Heidelberger Profiaufgebot für die 2. Bundesliga ProA berufen und gab Ende Oktober 2018 im Spiel gegen Quakenbrück seinen Einstand in der zweithöchsten deutschen Liga.